# 浅草青酸カリ殺人事件
浅草青酸カリ殺人事件とは1935年（昭和10年）11月21日に東京府東京市浅草区浅草（現：東京都台東区浅草）の喫茶店にて発生した日本初の青酸カリを使用した殺人事件。

## 概要
1935年（昭和10年）11月21日に東京・浅草雷門前の明治製菓売店喫茶部内にて淺草區桺北小學校の増子菊善校長（当時48歳）が入店、待ち合わせの相手の男が合図をすると、校長はこの男の前に座った。男は紅茶2つを注文しており、校長は男が既に置いていた紅茶を飲んだ。
2口3口飲んだ後、校長が「少し苦い、色が変だな」と言うと男は「じゃあ、捨てましょう」と店員に命じて代わりにコーヒーを注文した。コーヒーを待っている間に突然校長は唸り声を上げながらその場に倒れ、男は校長を介抱すると見せかけて風呂敷包みを抜き取り、どさくさにまぎれて逃走した。
なお、喫茶店の店員は被害者の校長と面識があった。
当日は校長が浅草区区役所にて学校職員分の給料を取りに行き、風呂敷に入れて内ポケットに入れられていた。犯人は当日校長が給料を取りに行く事を知っていた上での犯行だと思われた。
事件後に遺体が解剖され、青酸カリによるシアン化物中毒による犯行だと判明した。また紅茶の受け皿に残っていた紅茶を鑑識が調べると、明らかに青酸カリの含有が認められた。当時は町工場の景気も良く、青酸カリはメッキ工場や製鉄工場などでも使用されることから、当事者間では猛毒だと知られていた。
なお、被害者の増子菊善校長はドクロリ新教育法の推進者として知られた教育者だった。

## 逮捕
警察は学校にて聞き込みをすると、学校を出入りする足袋屋の主人・Uが浮上した。Uは大金を奪うと、馴染みの芸者と遊ぼうとして、待合で芸者を待ちながら飲酒していた。逮捕されたのは当日午後11時頃だとされ、Uは素直に犯行を自供した。青酸カリは知り合いの工員から2グラム10銭で購入したものだったが、その工員は殺人に使用するとは聞かされていなかった。
当時一般市民が芸者遊びをするには20円程度が必要であり、その当時の町工場の初任給に相当するものであった。また当時は洋服が普及し始めたことから足袋を使用する人が減少する一方で、Uは商売では遊ぶ程の収入が入らずに犯行に及んだとされる。
翌年1936年（昭和11年）8月3日、死刑判決。事件発生から8ヶ月余の死刑確定は、当時でも記録破りの短さであった。翌年1937年（昭和12年）10月26日に死刑が執行された。

## 事件の影響
当時は昆虫標本の作成などにも青酸カリが使用され、薬局や文房具店で容易に手に入る事から、事件で青酸カリの威力がわかると青酸カリ自殺が流行した。
事件当日夕方には号外が配られ、犯人はその日の内に逮捕されたが、深夜まで聴取を受けていた柳町小学校の教職員は逮捕の報を聞き、ビールで乾杯した。しかしその写真が翌日の新聞に載ってしまい、不謹慎ではないかと問題になった。しかし当の校長が被害者であり、また当時の教頭は長期病欠していたため、誰も責任を取らされないままに終わった。
帝銀事件の犯人はこの事件からヒントを得たとされる。